# Maria Pace Ottieri
Maria Pace Ottieri (Milano, 7 febbraio 1953) è una scrittrice italiana.

## Biografia
Maria Pace, figlia di Ottiero Ottieri e di Silvana Mauri, è una scrittrice e giornalista e vive e lavora a Milano, collaborando con diverse testate giornalistiche, fra cui l'Unità e La Stampa.  La madre Silvana era una nipote di Valentino Bompiani. Quale scrittrice, si distingue per il carattere antropologico della sua lirica; del padre, ha scritto una biografia.
Con la prima delle sue opere, Amore nero, ha vinto il Premio Viareggio Opera prima nel 1984, mentre dal suo Quando sei nato non puoi più nasconderti, il regista Marco Tullio Giordana ha tratto un film che racconta il dramma dell'immigrazione, premiato con il Nastro d'argento per l'anno 2005 alla produzione.
Nel 2014 ha curato con Andrea Amerio un'antologia dedicata ai poeti della prima guerra mondiale. 

## Opere
- Amore nero, 1984, Arnoldo Mondadori Editore;
- Stranieri Un atlante di voci, 1997, Rizzoli;
- Quando sei nato non puoi più nasconderti, 2003, Nottetempo;
- Abbandonami, 2004, Nottetempo;
- Ricchi tra i poveri, 2006, Longanesi;
- Raggiungere l'ultimo uomo, 2008, Einaudi[3];
- Promettimi di non morire, con Carol Gaiser, 2013, Nottetempo.
- Il Vesuvio universale, 2018, Einaudi.

### Traduzioni
- Rose Zwi, Un altro anno in Africa, a cura di Itala Vivan, traduzione di Maria Pace Ottieri, introduzione di Clara Sereni, Roma, Edizioni Lavoro, 1995, ISBN 978-88-7910-696-2.

## Premi
- Premio Viareggio Opera prima 1984;[4]
- Premio Grinzane Cavour 2005 per la narrativa;

## Film tratti dai suoi romanzi
- Quando sei nato non puoi più nasconderti (2005), regia di Marco Tullio Giordana Nastro d'argento 2005.